# Kwonkan wonganensis
Kwonkan wonganensis is een spinnensoort uit de familie Anamidae.
Kwonkan wonganensis werd in 1977 beschreven door Main.